# 영동 어서각
영동 어서각은 대한민국 충청북도 영동군 심천면에 있다. 1996년 4월 15일 영동군의 향토유적 제22호로 지정되었다.

## 개요
박귀천의 교지를 새긴 어서를 보호하기 위한 건물이다.